# Öronrododendron
Öronrododendron (vetenskapligt namn: Rhododendron auriculatum) är en ljungväxtart som beskrevs av William Botting Hemsley. Rhododendron auriculatum ingår i släktet rododendron, och familjen ljungväxter. Inga underarter finns listade i Catalogue of Life.

## Bildgalleri

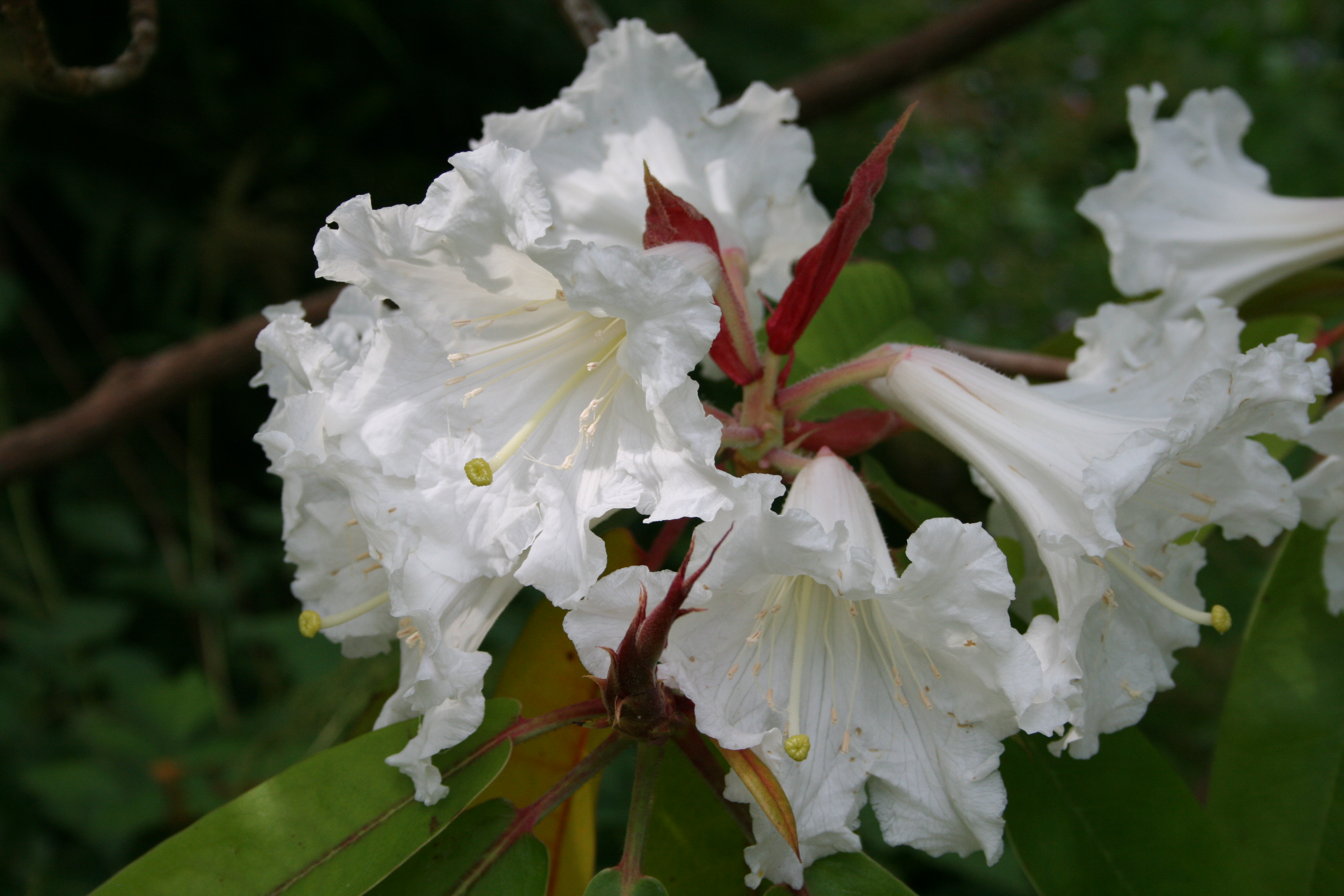
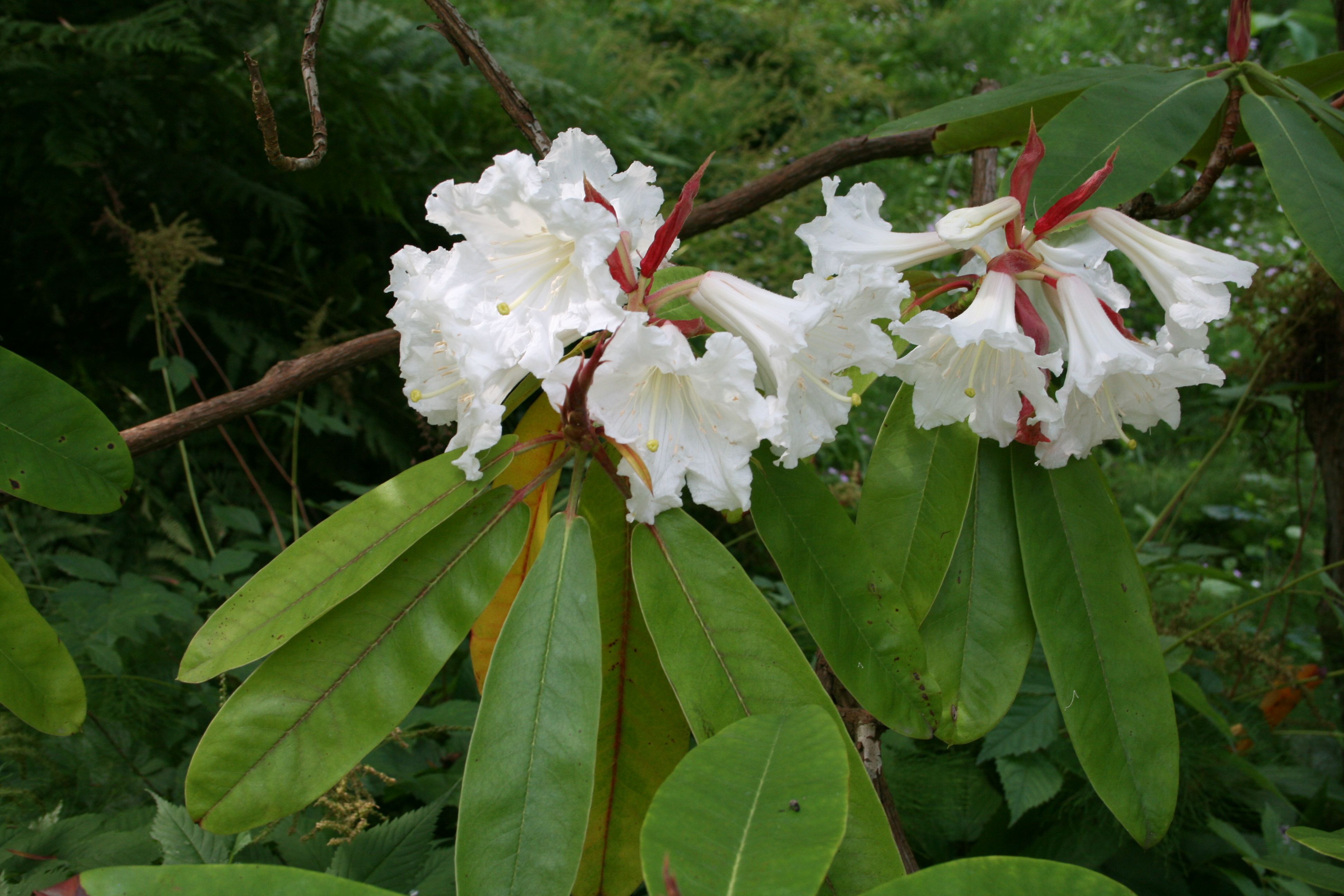
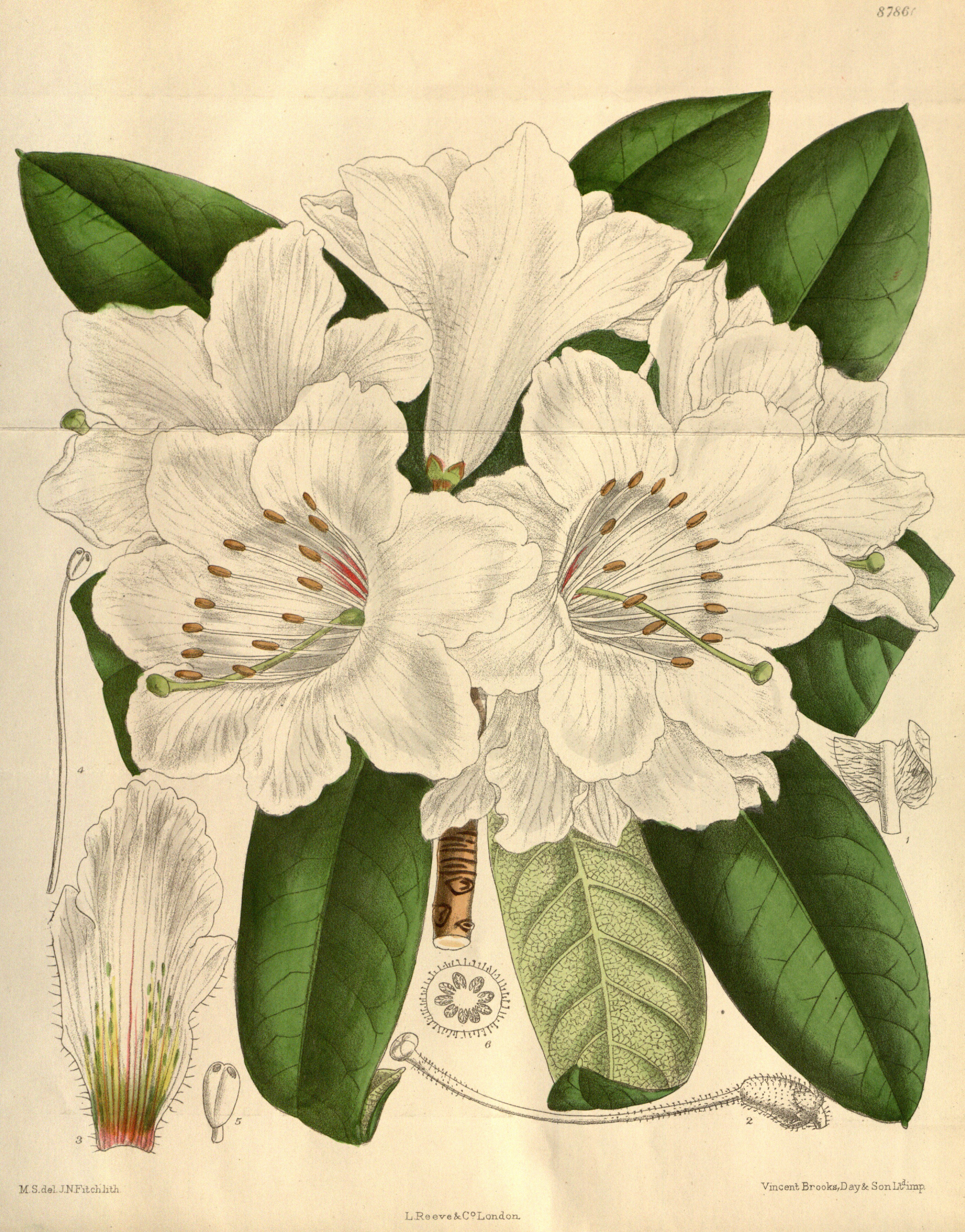